# Dai Hirase
Dai Hirase (japanisch 平瀬 大 Hirase Dai; * 28. März 2001 in der Präfektur Nagasaki) ist ein japanischer Fußballspieler.

## Karriere
Dai Hirase erlernte das Fußballspielen in der Jugendmannschaft von Sagan Tosu sowie in der Universitätsmannschaft der Waseda-Universität. Von August 2022 bis Saisonende wurde er an seinen Jugendverein Sagan Tosu ausgeliehen. Der Verein aus Tosu, einer Stadt in der Präfektur Saga, spielte in der ersten japanischen Liga. Sein Erstligadebüt gab Dai Hirase am 31. August 2022 (20. Spieltag) im Auswärtsspiel gegen Kawasaki Frontale. Bei der 4:0-Niederlage wurde er in der 86. Minute für den Brasilianer Diego eingewechselt. Nach der Ausleihe wechselt er im Februar 2023 fest zu Sagen Tosu. Im Juli 2023 wechselte er auf Leihbasis bis Saisonende 2024 zum Zweitligisten Renofa Yamaguchi FC. Hier bestritt er 32 Zweitligaspiele. Nach der Ausleihe kehrte er im Januar 2025 zu Sagan zurück.